# Simon de Châlons
Simon de Châlons (v.1500-1561), est un artiste-peintre de la Renaissance d'origine champenoise. Il fut actif à Avignon de 1532 à 1561.

## Biographie
Simon de Mailhy ou Mailly, dit Simon de Châlons, ou Simon Châlons, est natif de Châlons-en-Champagne. Il signe la plupart de ses œuvres "Simon de Chaalons en Champaigne".
De formation artistique champenoise, mais très influencé par l'art italien et en particulier de Raphaël grâce à la diffusion d'estampes, il fit la synthèse de ces deux peintures dans ses œuvres. Sa mise en avant de la manière italienne va influencer durablement toutes les branches de l'art avignonnais. Il n'est pas documenté avant son arrivée à Avignon, probablement au début des années 1530. Là, il collabore avec le peintre Henri Guigues en 1532, avant de reprendre son atelier à sa mort et d'épouser sa veuve en 1533. Il est extrêmement bien documenté dans les archives notariales et nous savons qu'il est au service de nombreux commanditaires prestigieux sur une trentaine d'années, jusqu'à sa mort en 1561 (son testament est retrouvé par l'abbé Requin en 1891).

## Œuvres
Œuvres signées et datées

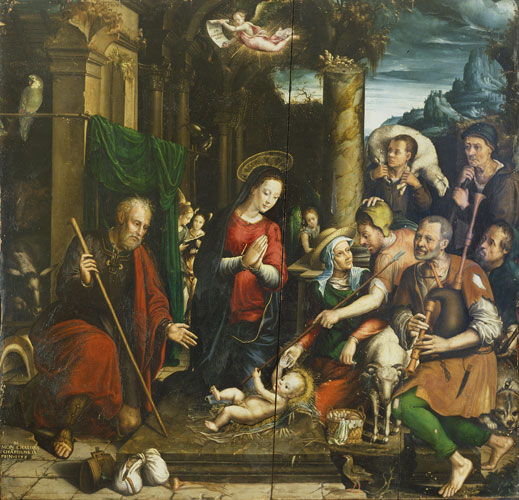
Adoration des bergers, Musée Calvet, Avignon

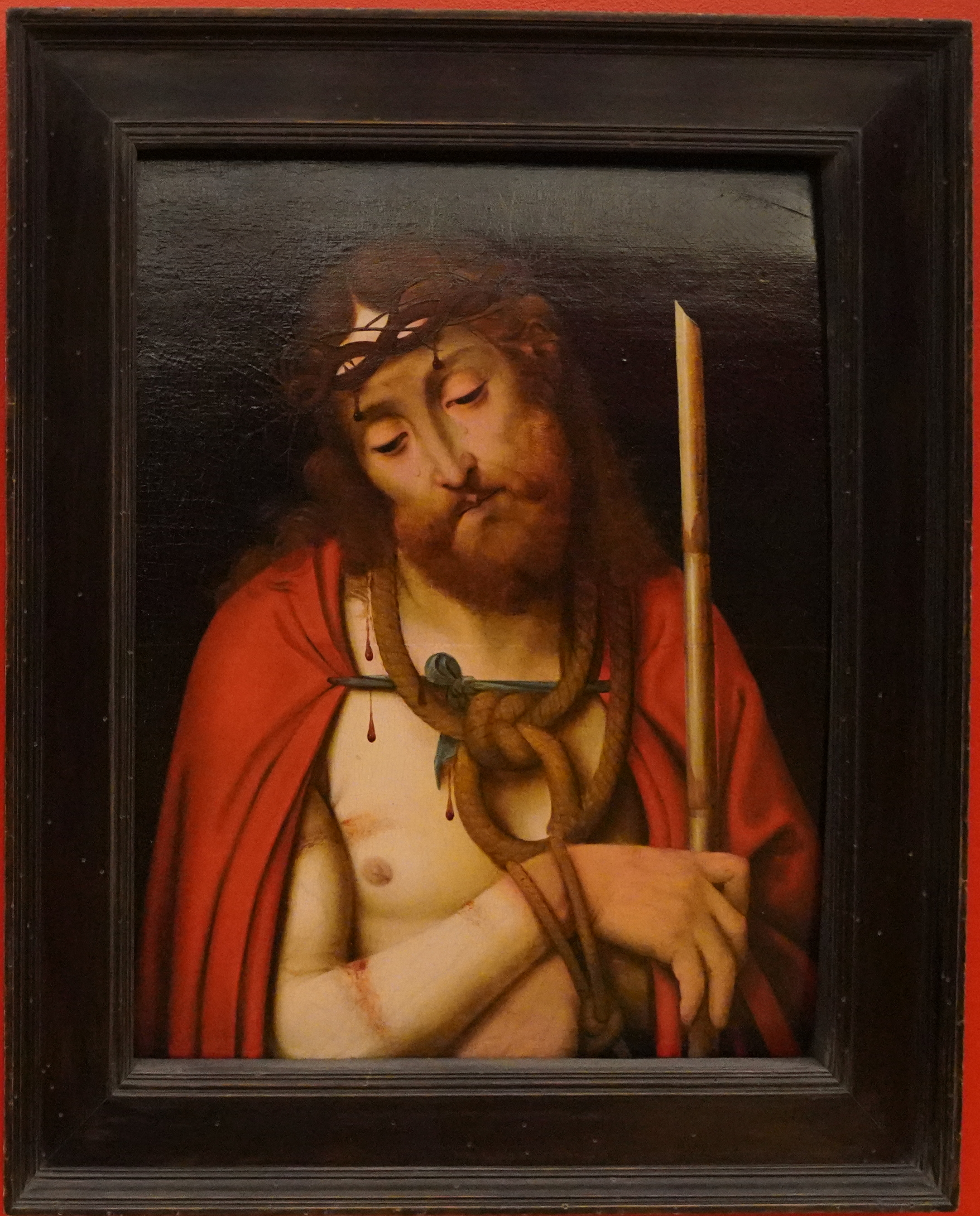
Ecce homo, présenté au Musée des Beaux-Arts et d'Archéologie de Châlons-en-Champagne.

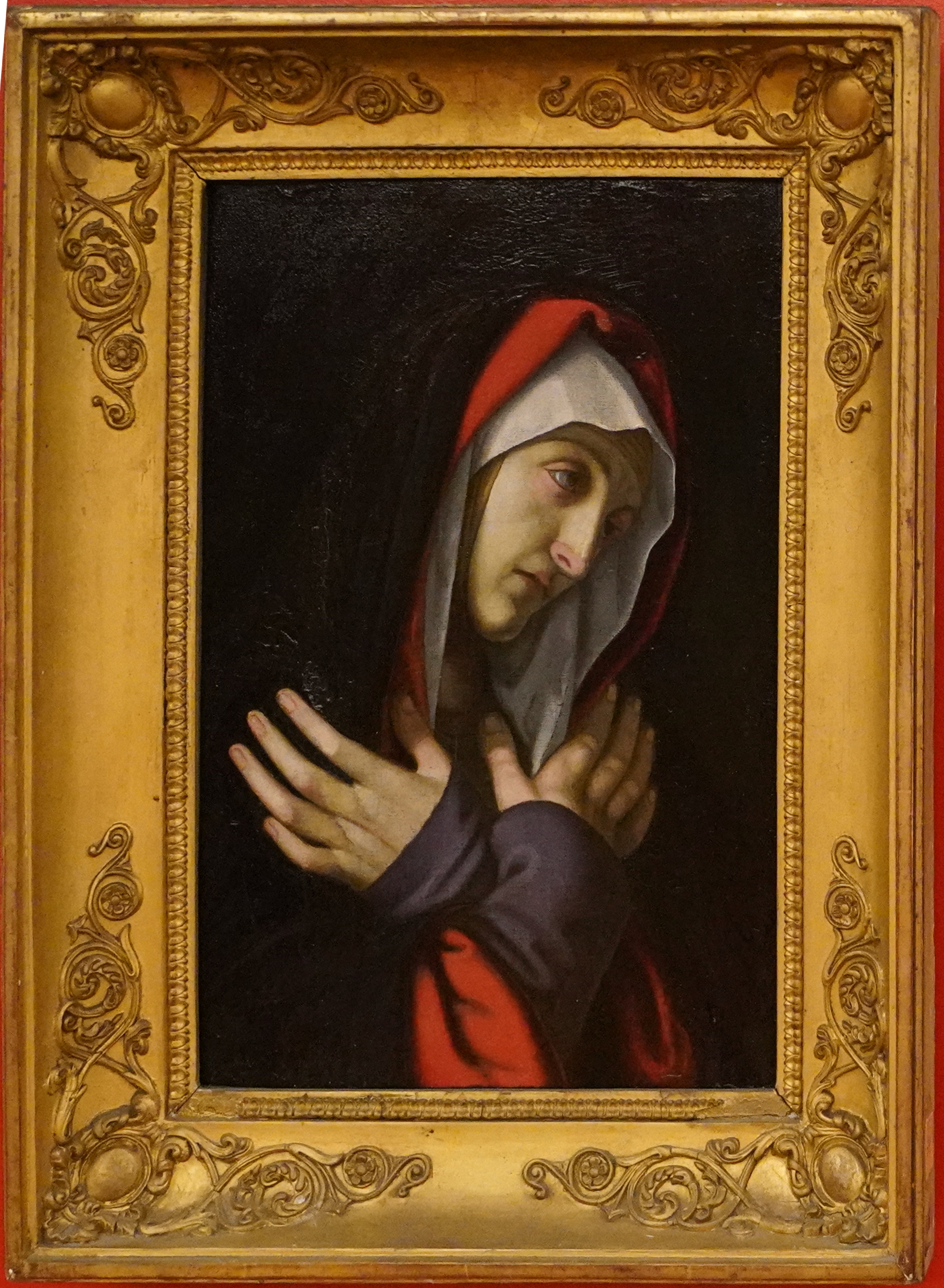
Madonna addolorata, présenté au Musée des Beaux-Arts et d'Archéologie de Châlons-en-Champagne.

- L'Incrédulité de saint Thomas et Noli me tangere, Musée du Louvre, Paris[3]. Commencée par le peintre aixois Pierre Malet en 1534 et achevée par Simon de Châlons en 1535.
- Assomption, 1539, Collégiale Saint-Agricol, Avignon.
- La Sainte Parenté, 1543, Musée Calvet, Avignon.
- Ecce homo et Madonna addolorata (d'après Andrea Solario), 1543, Galerie Borghèse, Rome.
- Adoration des bergers, 1548, Avignon, Musée Calvet.
- Montée au calvaire, 1548, église Saint-Saturnin, Aimargues[4]
- Descente de la Croix, 1550, Musée Calvet, Avignon.
- Résurrection du Christ, 1550, cathédrale St Théodorit, Uzès
- Résurrection du Christ, 1552, église de Baux de Bédoin.
- Descente de la Croix, 1552, Musée Pierre de Luxembourg, Villeneuve-lès-Avignon[5].
- La Mise au tombeau, 1552, Musée Pierre de Luxembourg, Villeneuve-lès-Avignon avec autour du tombeau Innocent VI et son neveu le cardinal de Pampelune, en provenance de la chapelle funéraire de ce dernier[6].
- Christ en croix entouré de saint Roch et saint Sébastien, 1557, grand séminaire, Avignon.
- L’addolorata – La Vierge affligée (ou La Vierge des Douleurs, ou des sept douleurs, en latin : Mater dolorosa. Les sept douleurs de Marie causées par la vie du Christ depuis sa naissance, d’après les Évangiles), vers 1543. Huile sur toile, cm. 28 x 22. Galleria Borghese à Rome Inv. 280. Ecce Homo – Voici l’Homme, 1543. Huile sur toile, cm. 32 x 22. Galleria Borghese à Rome Inv. 286.

Œuvres attribuées
- Résurrection de Lazare, 1556, Uzès, cathédrale St Théodorit. Probablement en collaboration avec un élève.
- Vierge à l'Enfant avec le petit saint Jean-Baptiste, Musée Calvet, Avignon.
- Vierge et l'Enfant enlaçant saint Jean-Baptiste enfant, Musée des Beaux-Arts, Besançon.
- Retable de la famille Grilhet, 1547, achevé en 1572 par Pierre Duplan, collection particulière, Avignon[7].
- Adoration des bergers, v.1545, localisation inconnue[7].

Anciennes attributions
- Jésus gravissant le Calvaire, 1563, cathédrale Notre-Dame-des-Doms, Avignon[8].
- La Flagellation, 1563, église Saint-Didier, Avignon[9].
- Descente du Saint-Esprit, église Saint-Didier, Avignon.
- Saint-Paul terrassé aux portes de Damas, 1585, Chapelle des Pénitents Gris, Avignon.